# G2010
株式会社G2010（ジーにぜろいちぜろ）は、作家村上龍による電子書籍の会社である。「村上龍電子本製作所」は、村上龍の著作、ならびに村上龍プロデュースの作品を発表するG2010のプライベートブランドである。

## 作品
- 村上龍　歌うクジラ（2010年）音楽：坂本龍一
- 村上龍　限りなく透明に近いブルー（2011年）
- 村上龍　ラブ&ポップ（2010年）
- 村上龍/坂本龍一　モニカ（2011年）
- 村上龍　空港にて（2013年）
- 村上龍　心はあなたのもとに（2013年）
- 村上龍　希望の国のエクソダス（2013年）
- 村上龍　トパーズ（2013年）
- 村上龍　村上龍映画小説集（2013年）
- 村上龍　69 sixty nine（2013年）
- 村上龍　昭和歌謡大全集（2014年）
- 村上龍　共生虫（2014年）
- 村上龍　だいじょうぶマイ・フレンド（2014年）
- 村上龍　KYOKO（2014年）
- 村上龍　すべての男は消耗品である。VOL.1-VOL.13（2014年）
- 村上龍　ライン（2014年）
- 村上龍　ニューヨーク・シティ・マラソン（2014年）
- 村上龍　悲しき熱帯（2014年）
- 村上龍　テニスボーイの憂鬱（2014年）
- 村上龍　ラッフルズホテル（2014年）
- 村上龍　海の向こうで戦争が始まる（2014年）
- 村上龍　村上龍料理小説集（2014年）
- 村上龍　イビサ（2014年）
- 村上龍　コックサッカーブルース（2015年）
- 村上龍　走れ！タカハシ（2015年）
- 村上龍　長崎オランダ村（2015年）
- 村上龍/坂本龍一　モニカ （iBooks版）（2015年）
- 村上龍　おじいさんは山へ金儲けに（2017年）